# 北調993綜合試驗船
北調993綜合試驗船（Beidiao 993），也被稱為「東遠03」，是中國人民解放軍海軍使用的一艘綜合試驗船，主要由中國船舶重工集團第760研究所（水聲所）操作，用於各類水聲設備的海上試驗，具備較強的綜合試驗能力。
該船由中國船舶工業集團公司第701研究所設計，江西江新造船廠建造，於2000年12月在大連海區進行實船航行試驗，達到設計航速要求，並於同年12月28日交付使用。
2012年，該船進行改裝，對油艙和水艙進行擴容，提升了續航力和自持力，加強了其遠海作業能力。

## 技術特徵
- 總長：86.4公尺
- 設計水線長：81.5公尺
- 型寬：14.6公尺
- 型深：6.8公尺
- 吃水：3.8公尺
- 排水量：2300噸
- 航速：16節
- 續航力：1500浬
- 自持力：20天
- 乘員：30人，試驗人員：70人
- 主機：6M453C柴油機 ×3，總功率6600千瓦
- 實驗室：4個，總面積約120平方米
- 特殊設施：船首球艙具備透聲功能，船體中部設有直徑6.4公尺露天水井，上方配有20噸升降回轉裝置，可達水下9公尺[2]

## 主要任務
北調993號主要執行以下任務：
- 各型水聲設備（如聲納）的海上試驗與性能驗證；
- 海洋環境調查與地質勘探；
- 水文測量與波浪、潮汐等海洋動力參數的觀測；
- 水聲通信設備、新型裝備的海上實證。[1]